# 홍성현 (기자)
홍성현(洪性玹/洪成玹, 1945년 ~ 1997년 8월 6일)은 대한민국의 전 KBS 보도본부 국장이다.

## 사망
1997년 대한항공 801편 추락 사고로 딸 영실, 아들 은기와 함께 향년 53세로 사망했다. 이듬해부터 홍성현언론상을 제정하여, 시상하고 있다.